# Halowe Mistrzostwa Europy w Lekkoatletyce 1981 – pchnięcie kulą mężczyzn
Pchnięcie kulą mężczyzn – jedna z konkurencji technicznych rozgrywanych podczas halowych lekkoatletycznych mistrzostw Europy w Palais des Sports w Grenoble. Rozegrano od razu finał 22 lutego 1981. Zwyciężył reprezentant Finlandii Reijo Ståhlberg, który był już mistrzem w tej konkurencji w 1978 i 1979. Tytułu zdobytego na poprzednich mistrzostwach nie obronił Zlatan Saračević z Jugosławii, który tym razem wywalczył brązowy medal.

## Rezultaty

### Finał
Rozegrano od razu finał, w którym wzięło udział 16 miotaczy.

Opracowano na podstawie materiału źródłowego.
| Poz. | Zawodnik           | Reprezentacja   | Próby | Próby | Próby | Próby | Próby | Próby | Wynik |
| Poz. | Zawodnik           | Reprezentacja   | 1     | 2     | 3     | 4     | 5     | 6     | Wynik |
| ---- | ------------------ | --------------- | ----- | ----- | ----- | ----- | ----- | ----- | ----- |
| 01 ! | Reijo Ståhlberg    | Finlandia       | 18,57 | 19,19 | 19,88 | 19,39 | 19,32 | x     | 19,88 |
| 02 ! | Luc Viudès         | Francja         | 17,87 | 18,45 | 18,72 | 19,41 | x     | 18,22 | 19,41 |
| 03 ! | Zlatan Saračević   | Jugosławia      | 18,87 | 18,92 | x     | 19,29 | 19,10 | 19,40 | 19,40 |
| 4.   | Alessandro Andrei  | Włochy          | 19,34 | x     | 18,70 | 18,72 | 18,76 | x     | 19,34 |
| 5.   | Remigius Machura   | Czechosłowacja  | 18,01 | 18,93 | 19,22 | 18,92 | 19,05 | 18,90 | 19,22 |
| 6.   | Hreinn Halldórsson | Islandia        | 18,43 | x     | 18,01 | 19,15 | x     | x     | 19,15 |
| 7.   | Óskar Jakobsson    | Islandia        |       |       |       |       |       |       | 19,13 |
| 8.   | Dalibor Vašíček    | Czechosłowacja  |       |       |       |       |       |       | 19,09 |
| 9.   | Anders Jonsson     | Szwecja         |       |       |       |       |       |       | 18,42 |
| 10.  | Markku Tuokko      | Finlandia       |       |       |       |       |       |       | 18,38 |
| 11.  | Yves Brouzet       | Francja         |       |       |       |       |       |       | 17,93 |
| 12.  | Arnjolt Beer       | Francja         |       |       |       |       |       |       | 17,66 |
| 13.  | Aulis Akonniemi    | Finlandia       |       |       |       |       |       |       | 17,60 |
| 14   | Mike Winch         | Wielka Brytania |       |       |       |       |       |       | 17,18 |
| –    | Joachim Krug       | RFN             | x     | x     | x     |       |       |       | NM    |
| –    | Loukas Louka       | Grecja          | x     | x     | x     |       |       |       | NM    |